# Svadberget, Dalarna
Svadberget även Svaberget är ett berg på gränsen mellan Nås socken, Vansbro kommun och Floda socken, Gagnefs kommun omkring två kilometer sydöst om Gösjöberget, det vill säga den nordvästra spetsen av Floda socken. Berget har två toppar och den nordöstra når cirka 420 meter över havet. Den södra toppen är något lägre och ligger på kommungränsen. Berget är bevuxet med skog. Nåskilens naturreservat ligger en kilometer söder om Svadberget, och en och en halv kilometer sydöst om berget ligger Kläbergets fäbod.
Svadberget omtalas i skriftliga handlingar första gången 1656 (Suadebergh).
Enligt sägner i Floda fanns uppe på Svadberget nära rågången mellan Nås och Floda en stannsta (öppen fläck i skogen där fäbodarnas kor kunde beta) där fäbodfolket inte kunde rasta, då tog Råndan dem. En gumma från Holsåker född 1800 berättas dock kunnat rasta vid Svabergsstannsta sedan hon nigit och hälsat skogsrået Godag, godag, kan vi stanna här en stund, snälla mamsell!.